# Partido da Virtude (Turquia)
O Partido da Virtude (em turco: Fazilet Partisi) foi um partido político islâmico criado em 17 de dezembro de 1997 na Turquia.

## História
O partido foi criado por antigos membros do partido islamico Refah Partisi, dissolvido em 1997 pelo Tribunal Constitucional. Tal como o Refah Partisi, o Partido da Virtude utilizou o diário Millî Gazete e a estação de televisão Kanal 7 para divulgar as suas ideias.
Baseado na mesma postura islamista do seu antecessor, obteve 15,4% dos votos nas eleições legislativas de 1999 e conquistou 102 lugares num total de 550 na Assembleia Nacional, tornando-se assim o principal partido de oposição.
Uma vez na Assembleia Nacional, os deputados do partido destacaram-se pela sua forte orientação islâmica. Merve Kavakçı, deputada do Partido da Virtude, entrou no edifício do Parlamento em 2 de março de 1999. No entanto, não pôde tomar posse como deputada, uma vez que o uso do véu é proibido na Grande Assembleia Nacional. Os deputados do partido participaram igualmente em debates parlamentares sobre uma flexibilização do laicismo, que considerava demasiadamente excludente.
O partido foi declarado inconstitucional pelo Tribunal, e proibido em 22 de junho de 2001 por violar os artigos seculares expressos na Constituição. Após a proibição do partido, os seus deputados dividiram-se em duas formações: o reformista Partido da Justiça e do Desenvolvimento (AKP), liderado por Recep Tayyip Erdoğan, e o tradicionalista Partido da Felicidade (SP), liderado por Recai Kutan.